# Giulia Pincerato
Giulia Pincerato (ur. 16 marca 1987 w Dolo) – włoska siatkarka, grająca na pozycji rozgrywającej. Od sezonu 2019/2020 występuje w drużynie Sassuolo Volley.

## Sukcesy klubowe
Mistrzostwo Włoch:
- 2012

Puchar Challenge:
- 2016[4]

Mistrzostwo Rumunii:
- 2016

## Sukcesy reprezentacyjne
Mistrzostwa Europy Juniorek:
- 2004

Igrzyska Śródziemnomorskie:
- 2005

Volley Masters Montreux:
- 2009
- 2008

Letnia Uniwersjada:
- 2009